# Asesinato de Anthony Walker
Anthony Delano Walker (21 de febrero de 1987 – 30 de julio de 2005) fue un estudiante afrobritánico de ascendencia jamaicana quien fue asesinado con un piolet por Michael Barton (hermano del futbolista Joey Barton) y por el primo de Barton, Paul Taylor. Este ataque por motivos raciales sucedió la noche del 29 al 30 de julio de 2005 en Huyton, Merseyside. Walker tenía dieciocho años y estaba en su segundo año de universidad. Vivía con sus padres, Gee Walker y Steve Walker, sus dos hermanas y un hermano.

## Antecedentes
La familia Walker era la primera familia negra viviendo en Huyton, y los niños experimentaron ataques racistas tanto en la escuela primaria como en la secundaria. Tanto Walker como Taylor asistieron al Instituto Knowsley Hey.
Taylor y Barton tenían una reputación de maltrato racista hacia otros. Taylor tenía condenas previas por agresión y robo, y en el momento del crimen estaba en libertad condicional de un centro de delincuentes juveniles.

## Asesinato
Anthony Walker pasó la tarde del 29 de julio de 2005 en casa con su novia, Louise Thompson, cuidando de su sobrino. A las 11 p. m., la pareja dejó la casa y caminó hasta la parada de autobús junto con el primo de Walker, Marcus Binns. Ahí encontraron a Michael Barton, de 17 años, que insultó racialmente y amenazó a Walker y Binns. Mientras Walker, Thompson y Binns caminaban hacia otra parada de autobús, cerca del parque McGoldrick, Barton y su amigo y primo Paul Taylor, de 20 años, les siguieron en un automóvil y los emboscaron en cuanto llegaron. Binns y Thompson lograron huir y corrieron para conseguir ayuda, mientras Walker era fatalmente herido en cuanto Taylor le golpeó en la cabeza con un piolet, el cual perforó su cráneo, causándole muerte encefálica. Fue llevado al Hospital Whiston y después al Centro Walton, donde  murió a las 5:25 a. m.
A la  mañana siguiente, Barton y Taylor habían huido a Ámsterdam. Cuando la policía los nombró sospechosos, el hermano de Barton, el futbolista Joey Barton, les pidió públicamente por televisión que regresaran al Reino Unido y se entregaran a las autoridades. Volaron de vuelta a Liverpool el 3 de agosto, donde fueron arrestados e inculpados por el asesinato de Walker.

## Juicio
El juicio tuvo lugar entre noviembre y diciembre de 2005, y el 1 de diciembre, Taylor y Barton fueron condenados por el asesinato de Antony Walker.  Pasando de condenas a perpetuidad a plazos mínimos de 23 años y ocho meses para Taylor, quien había admitido el asesinato justo antes del juicio; y 17 años y ocho meses para Barton. 
Lord Justice Leveson dijo que los primos habían perpetuado una "terrible emboscada" y un "ataque racista de un tipo venenoso a cualquier sociedad civilizada". La sentencia de Barton fue reducida en ocho meses a 17 años en 2016, en reconocimiento a mejoras en su actitud y comportamiento.

## Consecuencias
Después de que concluyó el juicio, aparecieron grafitis racistas en la escena del crimen.
En abril de 2006, se reportó que Barton había sido atacado por otros internos en la prisión cerrada de Moorland cerca de Doncaster, Yorkshire del Sur.
Tiempo después, otras tres personas fueron encontradas culpables de ayudar a Barton y Taylor quienes habían huido a Holanda antes de su arresto. El 10 de mayo de 2006, Robert Williams fue condenado por proporcionar dinero y reservar una habitación de hotel para el dúo. Este fue sentenciado a dos años y cuatro meses. Paul Morson fue sentenciado a 11 meses en prisión por proporcionar el coche de huida. Tracy Garner admitió ser infractor asistente y recibió una sentencia suspendida de 11 meses y 50 horas de servicio comunitario.
A pesar de que esbozaron varias comparaciones, muchos negaron que hubiera semejanzas entre el asesinato de Walker y el de Stephen Lawrence en 1993. Un gran crítico era Edward O'Hara, miembro del parlamento del partido laboral, quien declaró que, a pesar de que  había una "comparación superficial segura", el asesinato de Walker era "aleatorio, excepcional y representaba absolutamente nada".
La madre de Walker explicó su actitud hacia los asesinos de su hijo, diciendo: "Les tengo que perdonar. No puedo sentir rabia ni aversión, porque eso es lo que mató a mi hijo". Sin embargo la novia de Walker, Louise, quien estuvo presente en la noche de su asesinato, dijo que nunca podría perdonarles, añadiendo: "Les odio por lo que han hecho. Anthony y yo compartíamos algo especial. Ahora esos dos malos jóvenes me lo han quitado. Todavía siento que él [Anthony Walker] está cerca. Ayer, envié a Anthony un texto y justo le dije que él [Barton] había sido encontrado culpable. Parecía lo más natural."

## Reportajes
El asesinato de Walker y posterior juicio de los perpetradores recibió una amplia cobertura por los medios de comunicación en el Reino Unido, con un  grupo de medios, prensa, radio y televisión, congregándose en el Aeropuerto de Liverpool-John Lennon a la espera del regreso de los acusados. Su funeral fue transmitido en directo por televisión y la BBC lanzó un programa especial de Real History sobre el crimen, el cual se transmitió el 2 de diciembre de 2005.
En 2020, Jimmy McGovern dramatizó el caso de Walker en la película para televisión 'Anthony', con Toheeb Jimoh como personaje principal, analizando lo que Walker podría haber logrado si estuviera con vida. La película se realizó con el apoyo de la madre de Anthony Gee Walker.

## Conmemoraciones
La Fundación Anthony Walker fue creada en 2006 y "trabaja para abordar el racismo, los crímenes de odio y discriminación, proporcionando oportunidades educativas, servicios de apoyo a las víctimas y para promover equidad e inclusión para todos". En el año de su creación, la fundación organizó un "Festival de Anthony Walker".
El 2 de abril de 2008, el Servicio de Procesamiento de la Corona anunció una beca legal en memoria de Walker. El esquema ofrece un lugar en el Servicio de Procesamiento de la Corona en Merseyside para un abogado en prácticas que desee convertirse en uno de pleno derecho. La convocatoria está abierta para cualquier persona negra o de alguna minoría étnica que desee estudiar y aplicar la práctica legal a tiempo completo.
El Liverpool Eco otorga un premio anual llamado a Anthony Walker.